# Суперкуп Русије у фудбалу
Суперкуп Русије у фудбалу (рус. Суперкубок России по футболу) је фудбалско такмичење у Русији. Меч играју победник Премијер лиге и Купа Русије. Ако се деси ситуација да је у току једне сезоне исти тим освојио и лигу и куп, његов противник у суперкупу је другопласирани тим у лиги. Најуспешнији тим је  Зенит Санкт Петербург са 9 титула, прати га ЦСКА Москва са 8.

## Успешност по клубовима
| Клуб                  | Победе | Године победа                                         | Порази | Године пораза                       |
| --------------------- | ------ | ----------------------------------------------------- | ------ | ----------------------------------- |
| Зенит Санкт Петербург | 9      | 2008, 2011, 2015, 2016, 2020, 2021, 2022, 2023, 2024. | 3      | 2012, 2013, 2019.                   |
| ЦСКА Москва           | 8      | 2004, 2006, 2007, 2009, 2013, 2014, 2018, 2025.       | 5      | 2003, 2010, 2011, 2016, 2023.       |
| Локомотива Москва     | 3      | 2003, 2005, 2019.                                     | 6      | 2008, 2015, 2017, 2018, 2020, 2021. |
| Рубин Казањ           | 2      | 2010, 2012.                                           | 1      | 2009.                               |
| Спартак Москва        | 1      | 2017.                                                 | 4      | 2004, 2006, 2007, 2022.             |
| Краснодар             | —      | —                                                     | 2      | 2024, 2025.                         |
| Терек Грозни          | —      | —                                                     | 1      | 2005.                               |
| Ростов                | —      | —                                                     | 1      | 2014.                               |